# 馬托米迪 (明尼蘇達州)
馬托米迪（英語：Mahtomedi，/ˌmɑːtoʊˈmiːdaɪ/ MAH-toh-MEE-dy）是一個位於美國明尼蘇達州華盛頓縣的城市。

## 人口
根據2020年美國人口普查的數據，馬托米迪的面積為14.79平方千米，當中陸地面積為8.98平方千米，而水域面積為5.81平方千米。當地共有人口8138人，而人口密度為每平方千米550人。